# Korn Digital EP 1
Korn Digital EP #1 — міні-альбом американського ню-метал гурту Korn. Реліз став приступним для завантаження преміум-користувачам офіційного сайту Korn.com 28 вересня 2009 р. Міні-альбом містить 3 треки: інструментальну композицію зі студійних сесій дев'ятого студійного альбому, демо-версію «Starting Over» з Untitled і концертну версію каверу Pink Floyd «Another Brick in the Wall», записану на Quart Festival у Крістіансанні, Норвегія.

## Список пісень
| #  | Назва                               | Автор       | Тривалість |
| -- | ----------------------------------- | ----------- | ---------- |
| 1. | «Korn II» (Instrumental Demo)       | Девіс       | 1:56       |
| 2. | «Starting Over» (Instrumental Demo) | Девіс, Росс | 2:13       |
| 3. | «Another Brick in the Wall» (Live)  | Вод         | 12:25      |

## Учасники
Гурт
- Джонатан Девіс — вокал
- Манкі — гітара
- Філді — бас-гітара
- Рей Луз'є — барабани (№ 1, 3)

Додаткові музиканти
- Террі Боззіо — барабани (№ 2)
- Шейн Ґібсон — гітара на «Another Brick in the Wall»
- Зак Бейрд — клавішні на «Another Brick in the Wall»

Інші
- Росс Робінсон, Аттікус Росс — продюсери
- Джим «Bud» Монті — зведення